# لوكاس أريكسون
لوكاس أريكسون (بالسويدية: Lucas Eriksson)‏ هو دراج سويدي، ولد في 10 أبريل 1996 في Gånghester ‏ في السويد.

## وصلات خارجية
- لوكاس أريكسون على موقع الاتحاد الدولي للدراجات (الإنجليزية)
- لوكاس أريكسون على موقع أرشيف الدراجات (الإنجليزية)
- لوكاس أريكسون على موقع إحصائيات الدراجات الإحترافية (الإنجليزية)
- لوكاس أريكسون على موقع نسبة الدراجات (الإنجليزية)
- لوكاس أريكسون على موقع MTB Data (الإنجليزية)